# Soraluze-Placencia de las Armas
Soraluze-Placencia de las Armas (baskisch Soraluze und spanisch Placencia de las Armas) ist ein Dorf und eine Gemeinde in der Provinz Gipuzkoa im spanischen Baskenland. Sie hat 3.810 Einwohner (Stand: 2024).

## Geografie
Soraluze-Placencia de las Armas liegt etwa 60 Kilometer ostsüdöstlich von Bilbao und etwa 50 Kilometer westsüdwestlich von Donostia-San Sebastián in einer Höhe von ca. 110 m am Deba. Durch die Gemeinde führt die Autopista AP-1.

## Geschichte
1343 wurde Plasencia vom kastilischen König Alfons XI. gegründet. Er befahl der Bevölkerung des Umlandes die neugegründete Siedlung zu bewohnen. Vermutlich war der Name vor der Ortsgründung Soraluce (oder Soraluze). Der Namenszusatz las Armas entstand durch die Ansiedlung von Waffenindustrie im 16./17. Jahrhundert. Die Metallverarbeitung ist seitdem der wichtigste Wirtschaftszweig.  

## Bevölkerungsentwicklung
| 1900 | 1950 | 1981 | 1991 | 2001 | 2011 | 2021 |
| ---- | ---- | ---- | ---- | ---- | ---- | ---- |
| 2108 | 3491 | 5423 | 4838 | 4181 | 3995 | 3903 |

## Sehenswürdigkeiten

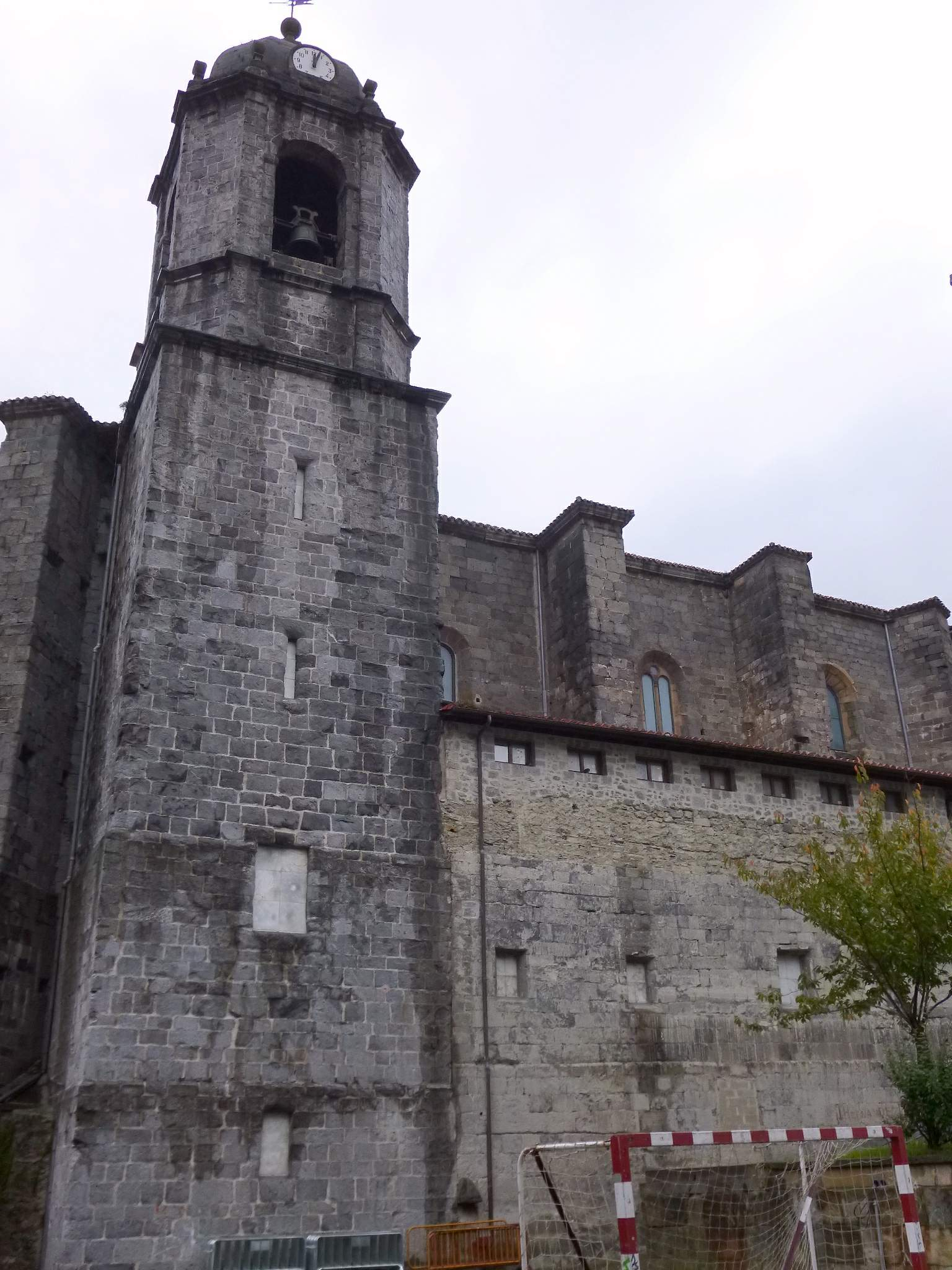
Marienkirche
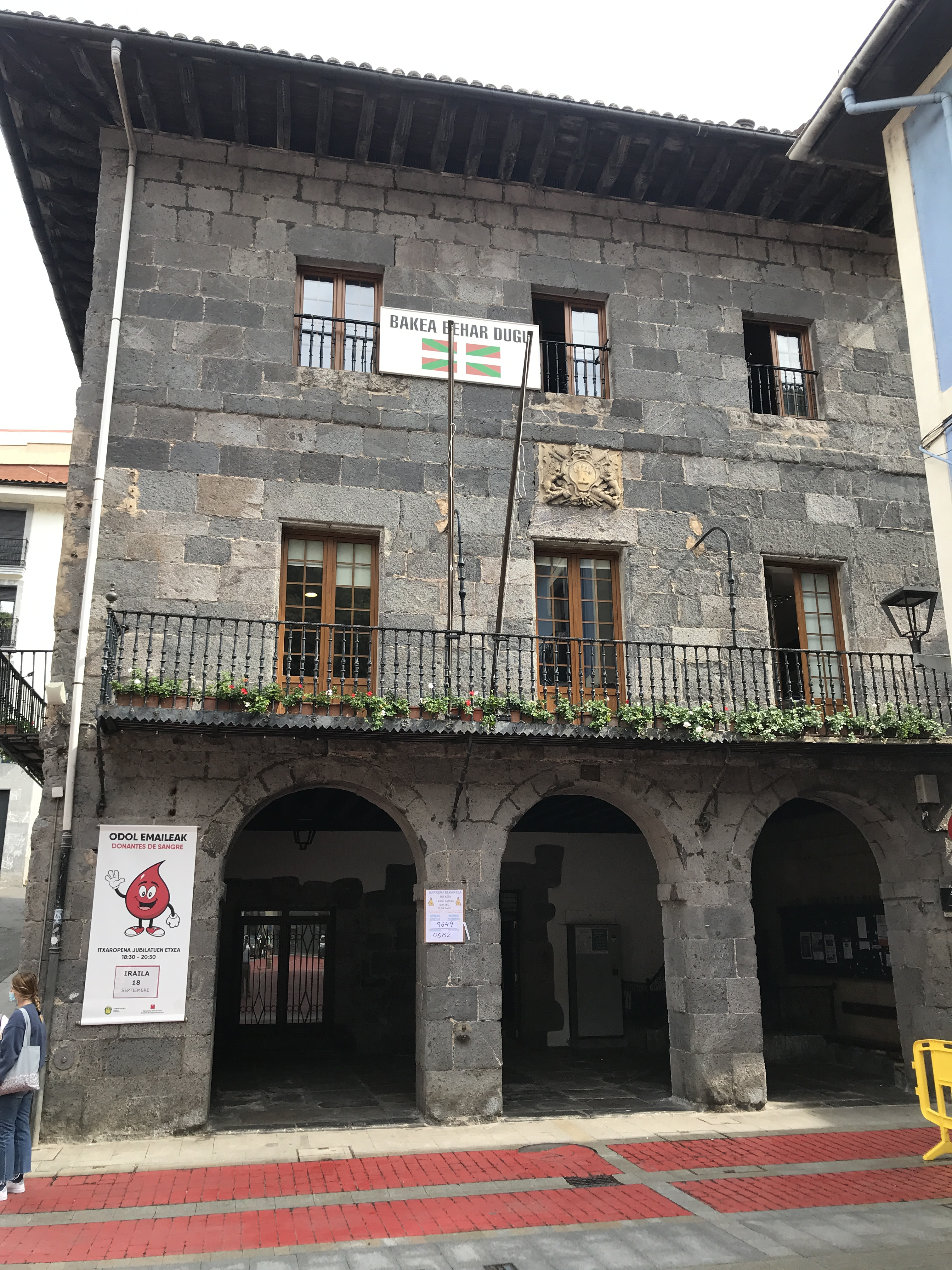
Rathaus

- Marienkirche
- Rathaus

## Persönlichkeiten
- Iñigo Alberdi Amasorrain (* 1973), Pianist, Musikwissenschaftler und Politiker